# Pavel Kohout

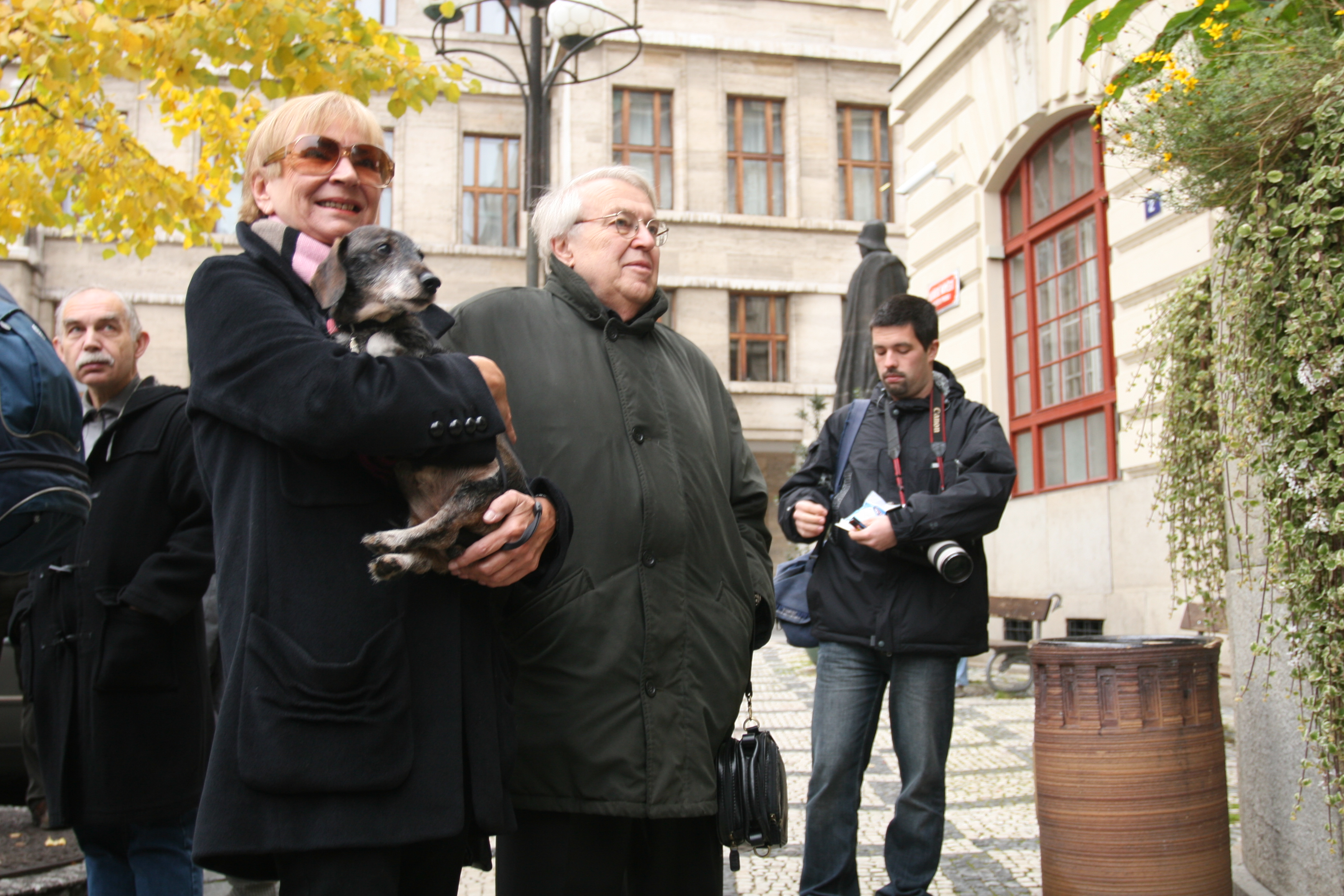
Pavel Kohout i la seva dona, Jelena Mašínová, Praga (República Txeca), 25 d'octubre del 2007

Pavel Kohout és un escriptor txec nascut a Praga el 20 de juliol del 1928.

## Biografia
Escriptor vinculat al partit comunista txecoslovac, en fou expulsat el 1968 i la seva obra fou prohibida. Després de ser un dels protagonistes de la Primavera de Praga fou també estret col·laborador de Václav Havel i el 1977 Kohout participà en la redacció de la Carta 77 (manifest a favor dels drets humans). El 1978 s'exilià a Àustria, i l'any següent li fou retirada la nacionalitat txecoslovaca. L'obra de teatre més reeixida de Kohout ha sigut Pobre assassí, basada en El pensament (Leonid Andréiev, 1902) i estrenada a l'Ethel Barrymore Theatre de Broadway el 1976  i al Colony Stage de Los Angeles el 1977  Arxivat 2007-10-24 a Wayback Machine..

## Obra
Pavel Kohout s'inicià en la poesia, tot i que aviat fou reconegut per les seves obres de teatre. D'entre la seva obra teatral destaquen: Josef Švejk (1963), Agost, agost, agost (August, August, August, 1967), Pobre assassí (Ubohý vrah, 1972), Quin amor! (Taková láska, 1957), L'atestat (Atest, 1979), Viena (Vídeň, 1979), Pat, o el joc dels jocs: l'exili (Pat aneb Hra králů, exil, 1978) o Ecce Constantia (1988).
La narrativa ha sigut el centre de la seva producció des de finals dels setanta, tornant al teatre a la dècada dels vuitanta. D'entre les seves novel·les destaquen Diari d'un contrarevolucionari (Z deníku kontrarevolucionáře, 1968), El llibre blanc d'Adam Juráček (Bílá kniha o kauze Adam Juráček, profesor tělocviku a kreslení na Pedagogické škole v K., kontra Sir Isaac Newton, profesor fyziky na univerzitě v Cambridge – podle dobových materiálů rekonstruoval a nejzajímavějšími dokumenty doplnil P. K., 1970) Nevo (Sněžím, 1992) i L'hora estel·lar dels assassins (Hvězdná hodina vrahů, 1995)

## Premis i reconeixements
- Premi austríac de literatura europea